# Talara diversa
Talara diversa är en fjärilsart som beskrevs av William Schaus 1905. Talara diversa ingår i släktet Talara och familjen björnspinnare. Inga underarter finns listade i Catalogue of Life.